# Darling Heights
Darling Heights är en del av en befolkad plats i Australien. Den ligger i kommunen Toowoomba och delstaten Queensland, omkring 110 kilometer väster om delstatshuvudstaden Brisbane. Antalet invånare är 5 035.
Runt Darling Heights är det glesbefolkat, med 8 invånare per kvadratkilometer.. Närmaste större samhälle är Toowoomba, nära Darling Heights. 
I omgivningarna runt Darling Heights växer huvudsakligen savannskog. Genomsnittlig årsnederbörd är 949 millimeter. Den regnigaste månaden är januari, med i genomsnitt 191 mm nederbörd, och den torraste är september, med 31 mm nederbörd.